# 2015 SP21
2015 SP21, também escrito como 2015 SP21, é um objeto transnetuniano que está localizado no Cinturão de Kuiper, uma região do Sistema Solar. Ele possui uma magnitude absoluta de 7,7 e tem um diâmetro estimado de 101 km.

## Descoberta
2015 SP21 foi descoberto no dia 19 de setembro de 2015 pelo Calar Alto TNO Survey.

## Órbita
A órbita de 2015 SP21 tem uma excentricidade de 0,107 e possui um semieixo maior de 32,437 UA. O seu periélio leva o mesmo a uma distância de 28,976 UA em relação ao Sol e seu afélio a 35,898 UA.